# Логаэды
Логаэ́ды, логаэдические стихи (от др.-греч. λογαοιδικός — прозаически-стихотворный, буквально «прозо-песенный») — стихи, состоящие из разнородных стоп в регулярной последовательности. Характерны для метрического стихосложения; в тоническом получили распространение как подражания античности и оригинальные эксперименты.

## В метрическом стихосложении
Применительно к античной метрике логаэдами называются смешанные размеры, образованные сочетанием четырёхморных стоп (дактиль, анапест) с трёхморными (ямб, хорей). Долгие и краткие слоги в логаэдических размерах чередуются неравномерно, однако эта неравномерная последовательность повторяется из стиха в стих или даже из строфы в строфу.
Название «логаэды» отражает их внутреннюю неоднородность, неровность ритма по сравнению с равнодольным стихом, бо́льшую приближенность к прозе. Однако этот термин возник лишь тогда, когда стихи начали делить на стопы; первоначально же ритмической единицей считалась целая строка, а размеры назывались по именам поэтов, введших их в употребление или питавших к ним особую склонность: алкеев стих, сапфический стих, асклепиадов стих, фалекий, гликоней, ферекратей (за исключением адония).
Логаэды широко употреблялись в лирической поэзии и в хоровых частях трагедий. В переводах и подражаниях античной лирике упорядоченное чередование долгих и кратких слогов заменялось чередованием слогов ударных и безударных. Так, стихотворение Модеста Гофмана, основанное на сохранившемся фрагменте стихотворения Сапфо, представляет собой имитацию античной сапфической строфы:
Сколько звезд горит на высоком небе,

Сколько рыб морских и фиалок мирных, —

Столько чудных дев на Лесбосе чудном

С ясной душою.

## В тоническом стихосложении
В тоническом стихосложении логаэдами называются стихи, ударения в которых расположены с неравными слоговыми промежутками, однако это неравномерное расположение ударений регулярно воспроизводится из стиха в стих. Логаэды могут быть стопными, если в них упорядоченно чередуются нетождественные стопы в пределах строки и последовательность их чередования во всех строках одинакова, или строчными, если в них упорядоченно чередуются строки разных метров.
В русской поэзии логаэды (часто имевшие песенную природу, то есть предназначавшиеся для вокального исполнения и сочинявшиеся на заданный мелодией ритмический рисунок) разрабатывались в XVIII — начале XIX века, после чего были надолго оставлены. Экспериментирование с ними продолжилось в XX и XXI веках: как в форме подражания античным и восточным образцам, так и в оригинальных стихотворениях. Пример современного логаэда — стихотворение М. И. Цветаевой «Неподражаемо лжет жизнь…» (1922):
Неподражаемо лжет жизнь:

Сверх ожидания, сверх лжи…

Но по дрожанию всех жил

Можешь узнать: жизнь!

<…>
Многие виды логаэдических стихов, включая античные и их имитации, сложны для восприятия в силу своей ритмической неурегулированности и в русской поэзии не закрепились. Наиболее жизнеспособными оказались логаэды, возникшие на почве русского стиха в поэзии Сумарокова, Державина, Фета, и более поздние образцы, зачастую представлявшие собой конечный итог тенденции дольников и тактовиков к постепенному урегулированию. Кроме того, широкое распространение логаэды получили в жанре песни, где музыкальный мотив способствует восприятию сложных сочетаний стоп и строк.
В типологии русского стиха логаэдические размеры занимают промежуточное положение между силлаботоникой и дольником и иногда рассматриваются как подвид последнего либо как подвид силлабо-тонических размеров с сильной цезурой.